# Arrivederci Francesca (film 1957)
Arrivederci Francesca (Auf Wiedersehen, Franziska!) è un film del 1957 diretto da Wolfgang Liebeneiner.